# Anser fabalis

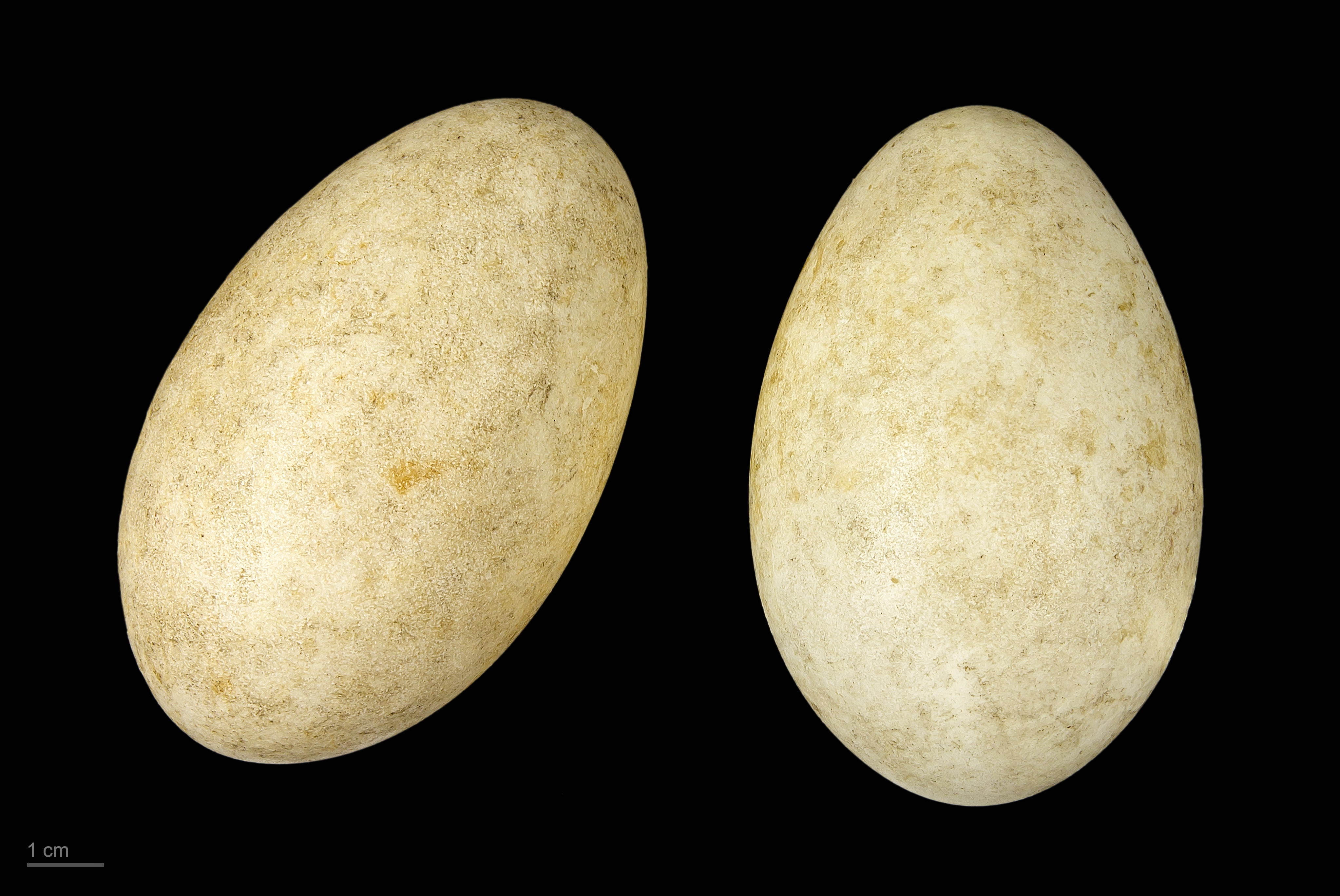
Anser fabalis

L'oca granaiola della taiga  (Anser fabalis Latham, 1787) è un uccello della famiglia degli Anatidi.

## Tassonomia
Il Congresso Ornitologico Internazionale riconosce tre sottospecie:
- Anser fabalis fabalis (Latham, 1787), diffusa dalla Scandinavia fino alla regione degli Urali;
- Anser fabalis johanseni Delacour, 1951, diffusa nella taiga della Siberia occidentale;
- Anser fabalis middendorffii Severtzov, 1873, diffusa nella taiga della Siberia orientale;

La sottospecie Anser fabalis serrirostris è stata elevata al rango di specie a sé stante (Anser serrirostris).

## Descrizione
Appena più piccola dell'oca selvatica (lunghezza totale 66–84 cm, apertura alare 142–175 cm e peso 2–4 kg), l'oca granaiola presenta un piumaggio brunastro con capo e collo più scuri e il becco con gradazioni variabili dal nero all'arancio. I due sessi sono simili.
Questa specie si può confondere con l'oca zamperosee (Anser brachyrhynchus), di dimensioni inferiori con becco più corto e zampe rosee, di comparsa accidentale in Italia. Comune e svernante è invece l'oca lombardella maggiore (Anser albifrons), riconoscibile per le barrature scure delle parti inferiori e per la fronte bianca, mentre nella più piccola oca lombardella minore (Anser erythropus) la macchia bianca frontale è più estesa e l'occhio è contornato da un anello giallo; nidificante nelle zone artiche migra per svernare nell'Europa sud-orientale, ma capita raramente in Italia.

## Distribuzione e habitat
L'oca granaiola è una specie migratrice diffusa con cinque sottospecie in Eurasia settentrionale. In Europa nidifica a nord del 60º parallelo e sverna a sud dell'areale fino al bacino del Mediterraneo. In Italia sverna con regolarità ma in numero molto fluttuante variabile tra poche centinaia e qualche migliaia di individui.
Nidifica nelle torbiere, nella tundra, ai margini boscosi delle paludi, dei laghi e dei fiumi, creando una concavità scavata e poco profonda. Il nido è costruito dalla femmina. Sverna in zone umide costiere, praterie umide e zone coltivate. Di abitudini sospettose e gregarie come le altre oche, frequenta le zone di pascolo al crepuscolo o di notte.

## Biologia
In maggio-giugno depone di solito 4-6 uova, alla cui incubazione provvede esclusivamente la femmina per 27-29 giorni. I piccoli volano a circa 40 giorni di vita. Depone un'unica covata annua. I pulcini sono sorvegliati e accuditi da entrambi gli adulti. Gregaria, durante le migrazioni si associa in particolare all'oca lombardella maggiore. Si nutre di sostanze vegetali. I richiami emessi sono forti e musicali.